# Antón Losada Trabada
Antón Losada Trabada (Xove, 1966) és un periodista, escriptor i polític gallec, pertanyent al Bloc Nacionalista Gallec.

## Trajectòria professional
Doctor en Dret per la Universitat de Santiago de Compostel·la, la tesi del qual se centra en l'impacte de la política pesquera en la consolidació institucional de l'autonomia, i professor titular de Ciència i Política del departament de Sociologia i Ciència Política de la mateixa universitat des de 1998. Té un màster en gestió pública per la Universitat Autònoma de Barcelona.
La seva figura pública és coneguda, no obstant, gràcies a les seves tasques en l'àmbit periodístic, participant en diversos debats radiofònics de la Cadena SER i escrivint articles al diari electrònic Xornal.com, a La Opinión i a El Periódico de Catalunya. A mitjans dels anys noranta va assolir el seu càrrec de responsabilitat més alt, ocupant la direcció de Radiovoz a Madrid. També ha col·laborat en diversos programes de ràdio i televisió, entre els quals destaquen programes humorístics com Unha de romanos i A familia Mudanza de Televisión de Galicia, la sèrie Composteláns, dirigida per Xosé Manuel Pereiro, i fou presentador del programa Bule Bule, dirigit per Antón Reixa.
També va compondre lletres per cançons de Siniestro Total i Os Resentidos, així com una obra de teatre, Qué é das dependentas dos grandes almacéns ó faceren os cincuenta?, per a la companyia Pífano.

### Carrera política
El seu primer contacte amb la política es va produir mentre estudiava a la Universitat de Santiago de Compostel·la, on fou membre dels Comités Abertos de Faculdade. A principis dels anys noranta va desenvolupar les tasques d'assessor puntual del conseller de Pesca, el popular Henrique López Veiga. A principis del segle xxi va retornar al bloc nacionalista i, amb l'ascens d'Anxo Quintana com a portaveu del BNG, es va convertir en militant del partit i començà a treballar amb ell en tasques d'assessoria i comunicació política.
El 2005 va ser nomenat secretari general de Vicepresidència i de Relacions Institucionals, col·locant-se com a mà dreta de Quintana en l'organigrama de la Xunta de Galicia. En aquell càrrec la tensió amb els mitjans de comunicació van ser freqüents, veient-se implicat en diverses polèmiques. El 6 de setembre de 2007 va dimitir per raons personals. Tot i així, diversos mitjans van exposar que havia estat una destitució encoberta, relacionant aquest cessament amb el tractament de la informació política la TVG.

## Obres
- La política del mar: políticas públicas y autonomía. El caso de la pesca gallega, 2000, Istmo.
- Piratas de lo público, 2013, Deusto.
- Código Mariano, 2014.
- Los ricos vamos ganando, 2015.